# Pieter Gunning
Pieter „Piet“ Adrian Gunning (* 5. Juli 1913 in Hoogkerk; † 23. Mai 1967 in Bloemendaal) war ein niederländischer Hockeyspieler, der bei den Olympischen Spielen 1936 die Bronzemedaille erhielt.

## Karriere
Pieter Gunning war Stürmer beim HC Bloemendaal. Er bestritt 28 Länderspiele für die niederländische Nationalmannschaft, in denen er ein Tor erzielte.
Gunning debütierte 1932 im Nationalteam. 1936 in Berlin war Gunning Außenstürmer in der niederländischen Mannschaft und wirkte in allen fünf Spielen mit. Die Niederländer gewannen ihre Vorrundengruppe, wobei sie unter anderem die Franzosen mit 3:1 bezwangen, in diesem Spiel erzielte Gunning sein einziges Länderspieltor. Nach einer 0:3-Halbfinalniederlage gegen die deutsche Mannschaft trafen die Niederländer im Kampf um den dritten Platz erneut auf die Franzosen und siegten mit 4:3. Sein letztes Länderspiel bestritt Gunning im Mai 1938.